# Tetraphleba
Tetraphleba is een geslacht van vlinders van de familie slakrupsvlinders (Limacodidae).

## Soorten
- T. brevilinea (Walker, 1865)
- T. ruficeps (Hampson, 1909)